# ドキュメンタリー番組 爪痕
『ドキュメンタリー番組 爪痕』（ドキュメンタリーばんぐみ つめあと）は、2021年11月11日（10日深夜）からTOKYO MXで不定期に放送されているドキュメンタリーの特別番組である。

## 概要
- アイドルやエンターテイメント界などからハンパない人や一生懸命な人をフォーカスする密着ドキュメンタリー番組である[1]。
- 前身番組は、2016年10月1日から2017年7月28日まで長野県諏訪・辰野地域をサービスエリアとするケーブルテレビ局エルシーブイで放送されていた「アイドル番組notアイドル」で、2021年11月11日からTOKYO MX2にて放送を開始し地上波に進出した[2]。
- 番組放送終了後に番組公式YouTubeチャンネルで見逃し配信も行なっている[3]。

## 放送リスト
|   | 放送日                     | タイトル                                                  | 出演者                                           |
| - | -------------------------- | --------------------------------------------------------- | ------------------------------------------------ |
| 1 | 2021年11月11日（10日深夜） | 「ライブ配信の魅力に迫る」                                | ヒイラギリオ 仲山コマ（BANZAI JAPAN）            |
| 2 | 2022年4月21日（20日深夜）  | 「ライブ配信成功の秘訣 人生のターニングポイント」（前編） | 安藤千伽奈（NGT48） 飯田愛梨（純粋カフェラッテ） |
| 3 | 2022年5月26日（25日深夜）  | 「ライブ配信成功の秘訣 人生のターニングポイント」（後編） | 安藤千伽奈（NGT48） 飯田愛梨（純粋カフェラッテ） |